# سوماتوستاتینوما
سوماتوستاتینوما (انگلیسی: Somatostatinoma) تومورهایی هستند که از سلول‌های دلتا در جزایر لانگرهانس لوزالمعده منشأ می‌گیرند و سوماتواستاتین تولید می‌کنند. افزایش سطح سوماتوستاتین موجب مهار هورمون‌های لوزالمعده و هورمون‌های دستگاه گوارش می‌شود. به این ترتیب، سوماتوستاتینوم‌ها با دیابت ملایم (به دلیل مهار ترشح انسولین)، استئاتوره (اسهال چرب) و سنگ‌های صفراوی (به دلیل مهار ترشح کوله‌سیستوکینین) و آکلروهیدریا (به دلیل مهار ترشح گاسترین) مرتبط هستند. این تومورها معمولاً در سر پانکراس یافت می‌شوند. تنها ده درصد از سوماتوستاتینوم‌ها تومورهای عملکردی هستند و ۶۰–۷۰ درصد این تومورها بدخیم هستند. تقریباً دو سوم از بیماران با سوماتوستاتینوم‌های بدخیم با بیماری متاستاتیک نمایان می‌شوند.

## تشخیص
در پلاسمای ناشتا، سطح سوماتوستاتین بیشتر از ۳۰ پی‌جی/میلی‌لیتر است.
تصویربرداری با گیرنده سوماتوستاتین (SRS) – این یک اسکن رادیونوکلئید است که با استفاده از اوکتروتاید برچسب‌گذاری شده با ایندیم-۱۱۱ انجام می‌شود و نشان‌دهنده افزایش جذب توسط سلول‌های توموری است.

## درمان
درمان با شیمی‌درمانی با استفاده از استرپتوزوسین، داکاربازین، دوکسورابیسین یا با «پایش هوشمندانه» و کاهش تومور از طریق روش جراحی ویپل و سایر ریزش‌های ارگان‌های گوارشی آسیب‌دیده انجام می‌شود.